# Dorolț
Dorolț (in ungherese Pusztadaróc) è un comune della Romania di 3 509 abitanti, ubicato nel distretto di Satu Mare, nella regione storica della Transilvania. 
Il comune è formato dall'unione di 4 villaggi: Atea, Dara, Dorolț, Petea.